# Трдобојци
Трдбојци (словен. Trdobojci) су насељено место у општини Видем, Подравска регија, Словенија.

## Историја
До територијалне реорганизације у Словенији били су у саставу старе општине Птуј.

## Становништво
У попису становништва из 2011. године, Трдбојци су имали 92 становника.
| Број становника према пописима | Број становника према пописима | Број становника према пописима |
| ------------------------------ | ------------------------------ | ------------------------------ |
| 1991                           | 2002                           | 2011                           |
| 146                            | 103                            | 92                             |

Напомена: Године 1974. повећано за део насеља Грушковје (Подлехник), које је укинуто.